# 迪倫·麥狄蒙
迪倫·麥狄蒙（英語：Dylan McDermott；1961年10月26日—），他是美國男演員。他著名於演出律師角色，作品有《法網豪情》。他曾就讀耶穌會經辦的富爾敦大學（Fordham University）。他曾在《火线狙击》（In the Line of Fire）有突破性演出。可是，觀眾常常把他與德蒙特·莫羅尼（Dermot Mulroney）混淆。

## 簡介
麥狄蒙出生在美國康涅狄格州的沃特伯裏，畢業於紐約Fordham大學戲劇係，而後投身舞台劇表演，1985年在演出《小卒將軍》一劇時被經紀人發掘並簽約，1987年踏入影壇，出演銀幕處女作《漢堡高地》，兩年後以《鋼木蘭》一舉成名，因為他在戲裏迎娶了茱莉亞·羅伯茨，戲外亦一度是茱莉亞的未婚夫。1993年迪倫曾錯失出演《侏羅紀公園》的機會，轉而在《火線大行動》中飾演克林特·伊斯特伍德的搭檔，結果大受好評，並開始向電視界發展，1997年以電視劇集《The Practice》成為全美家喻戶曉的電視明星。此外，他曾經在1998年被美國《人物》雜誌評為50位最漂亮的人物之一，還曾多次被評為“性感明星”，而且，麥狄蒙曾經登上男性雜誌 Men's Health。1999年， 迪倫登上 GQ 雜誌的「年度型男」(Man of the Year)專欄，麥狄蒙還曾一度經歷20年滴酒不沾，之後才開始有限制的喝酒。

## 個人生活
西元1995年麥狄蒙與希佛·蘿絲結婚，並有兩個女兒，兩人於2009年離婚。在2015年1月，與在《跟蹤者》（2014）同劇演出的女星Maggie Q訂婚。2019年3月，與Maggie Q解除婚約，據悉是雙方都過於忙碌工作之故，當事人皆未對此作出回應。

## 外部連結
- 迪倫·麥狄蒙在互联网电影资料库（IMDb）上的資料（英文）
- 互联网外百老汇数据库（IOBDB）上迪倫·麥狄蒙的資料（英文）